# Treponema carateum
Treponema carateum es una espiroqueta anaerobio; para visualizarlo se utiliza una tinción de plata o microscopía de campo oscuro o microscopía de contraste de fases ya que esta bacteria no se ve en la tinción de Gram.

## Infección
Es el agente causal de la pinta, una enfermedad que la afecta exclusivamente a la piel.

## Tratamiento
Penicilina G benzatina 1,2 millones UI IM (dosis única)

### Alternativas
Tetraciclina o cloranfenicol 14 días.